# Par ordenado

Ejemplos de ocho puntos localizados en el plano cartesiano mediante pares ordenados

En matemáticas, un par ordenado es una pareja de objetos matemáticos, en la que se distingue un elemento y otro. El par ordenado cuyo primer elemento es {\displaystyle a} y cuyo segundo elemento es {\displaystyle b} se denota como {\displaystyle (a,b)}.
Un par ordenado {\displaystyle (a,b)} no es el conjunto que contiene a los elementos {\displaystyle a} y {\displaystyle b}, denotado por {\displaystyle \{a,b\}}. Un conjunto está definido únicamente por sus elementos, mientras que en un par ordenado el orden de estos es también parte de su definición. Por ejemplo, los conjuntos {\displaystyle \{0,1\}} y {\displaystyle \{1,0\}} son idénticos, pero los pares ordenados {\displaystyle (0,1)} y {\displaystyle (1,0)} son distintos.
Los pares ordenados también se denominan tuplas o vectores dimensionales. La noción de una colección finita de objetos ordenada puede generalizarse a más de dos objetos, dando lugar al concepto de n-tupla.
El producto cartesiano de conjuntos, las relaciones binarias, las coordenadas cartesianas, las fracciones y las funciones se definen en términos de pares ordenados.

## Definición
La propiedad característica que define un par ordenado es la condición para que dos de ellos sean idénticos:
| Dos pares ordenados (a, b) y (c, d) son idénticos si y solo si coinciden sus primer y segundo elemento respectivamente: {\displaystyle (a,b)=(c,d)\ {\text{ si y solo si }}\ a=c\ {\text{ y }}\ b=d\!} |

Los elementos de un par ordenado también se denominan componentes. 

### Producto cartesiano
Dados dos conjuntos X e Y, la colección de todos los pares ordenados (x, y), formados con un primer elemento en X y un segundo elemento en Y, se denomina el producto cartesiano de X e Y, y se denota X × Y. El producto cartesiano de conjuntos permite definir relaciones y funciones.

### Generalizaciones
Es habitual trabajar con colecciones ordenadas de más de dos objetos, sin más que extender la definición del par ordenado. Por ejemplo, un trío ordenado o terna ordenada es una terna de objetos matemáticos en la que se distinguen un primer, segundo y tercer elemento. La propiedad principal de un trío ordenado es entonces:

{\displaystyle (a_{1},a_{2},a_{3})=(b_{1},b_{2},b_{3}){\text{ si y solo si }}a_{1}=b_{1},\ a_{2}=b_{2}{\text{ y }}a_{3}=b_{3}}

En general se puede adoptar una definición similar para un número cualquiera de elementos n, dando lugar así a una n-tupla.

## Definición conjuntista
La condición de igualdad entre pares ordenados es su única propiedad matemática relevante. Sin embargo, en teoría de conjuntos se construyen todos los objetos matemáticos a partir de conjuntos: números, funciones, etc. En este contexto, se define par ordenado como un conjunto particular de tal manera que su relación de igualdad sea la correcta.
La definición conjuntista habitual, debida a Kuratowski, es:
| {\displaystyle (a,b)=\{\{a\},\{a,b\}\}\!} |

Mediante el axioma de extensionalidad y el axioma del par puede demostrarse que este término define un conjunto, con la propiedad característica del par ordenado .

### Esquemas sustitutivos
La definición conjuntista de Kuratowski no es la única existente en la literatura matemática:
- (a,b)={ {a, 1}, {b, 2} } (Hausdorff, 1914).[2]
- (a,b)= { {{a}, ∅}, {{b}} } (Wiener, 1914).[4]